# Rădești (Alba)
Rădeşti, in passato Tâmpăhaza, (in ungherese Tompaháza, in tedesco Thomaskirch), è un comune della Romania di 1 321 abitanti, ubicato nel distretto di Alba, nella regione storica della Transilvania.
Il comune è formato da un insieme di 4 villaggi: Leorinț, Meșcreac, Rădești, Șoimuș.
Rădeşti viene citata per la prima volta con il nome di Terra Kend in un documento del 1263.
La denominazione venne cambiata da Tâmpăhaza a Rădeşti nella seconda metà degli anni venti a ricordo del vescovo greco-cattolico di Oradea Demetriu Radu (1861-1920), che era nativo della località.